# Arthur Hoerl
Arthur Hoerl, de son vrai nom Adolph Hoerl, est un scénariste américain né le 17 décembre 1891 à New York (État de New York) et mort le 6 février 1968 à Hollywood (Californie).

## Biographie
Arthur Hoerl est le fils d'un immigrant allemand. Il change son prénom à l'approche de la guerre pour des raisons évidentes.
Il écrit environ 150 films entre 1921 et 1968, et en dirige 4 au début des années 1930. Il écrit aussi une pièce en 1932.

## Théâtre
- 1932 : A Few Wild Oats

## Filmographie partielle

### Comme scénariste
- 1921 : His Nibs de Gregory La Cava
- 1928 : The House of Shame de Burton L. King
- 1928 : South of Panama de Charles J. Hunt
- 1929 : The Devil's Chaplain de Duke Worne
- 1929 : Brothers de Scott Pembroke
- 1929 : Two Sisters de Scott Pembroke
- 1929 : Anne Against the World de Duke Worne
- 1929 : The Phantom in the House de Phil Rosen
- 1929 : Below the Deadline de J. P. McGowan
- 1931 : The Lawless Woman de Richard Thorpe
- 1931 : The Devil Plays de Richard Thorpe
- 1934 : Drums O' Voodoo d'Arthur Hoerl
- 1937 : Jungle Menace de Harry L. Fraser et George Melford
- 1938 : Cipher Bureau de Charles Lamont
- 1940 : Isle of Destiny (en) d'Elmer Clifton
- 1947 : The Vigilante de Wallace Fox
- 1947 : Brick Bradford de Spencer Gordon Bennet et Thomas Carr
- 1948 : Superman de Spencer Gordon Bennet et Thomas Carr

### comme réalisateur
- 1934 : Drums o' Voodoo
- 1933 : Before Morning
- 1933 : The Shadow Laughs
- 1932 : Big Town